# 長谷川強
長谷川 強（はせがわ つよし、1927年 -2024年2月16日 ）は、日本の国文学者。学位は、文学博士（九州大学・論文博士・1971年）（学位論文「浮世草子の研究 八文字屋本を中心とする」）。国文学研究資料館名誉教授。専攻は、近世小説・演劇。

## 来歴
東京大学文学部卒。1971年、「浮世草子の研究 八文字屋本を中心とする」で九州大学より文学博士の学位を取得。
熊本大学助教授、埼玉大学教授、国文学研究資料館教授。1991年、定年退官、名誉教授、昭和女子大学教授。1997年、退任。

## 著書
- 『浮世草子の研究 八文字屋本を中心とする』桜楓社　1969
- 『浮世草子考証年表 宝永以降』青裳堂書店　1984　日本書誌学大系
- 『浮世草子新考』汲古書院　1991
- 『西鶴をよむ』笠間書院　2003　古典ルネッサンス
- 『近世文学考』汲古書院　2007

## 共編
- 『江戸の笑い』ハワード・S・ヒベット共編　明治書院　1989　国文学研究資料館共同研究報告 日本文学の特質
- 『近世文学俯瞰』編　汲古書院　1997

## 校注など
- 『仮名草子集・浮世草子集』「日本古典文学全集」小学館 1971
- 『西鶴集 鑑賞日本の古典』　宗政五十緒共著、尚学図書 1980
- 池田委斎『あやしぐさ 霊怪艸』古典文庫 1987
- 江島其磧『けいせい色三味線・けいせい伝受紙子・世間娘気質』「新日本古典文学大系」岩波書店、1989
- 根岸鎮衛『耳嚢』校注　岩波文庫 全3巻、1991
- 『元禄世間咄風聞集』校注　岩波文庫、1994
- 喜多村筠庭『嬉遊笑覧』江本裕・渡辺守邦・岡雅彦・花田富二夫・石川了と校訂、岩波文庫 全5巻、2002-2009